# 더 로드: 1의 비극
《더 로드: 1의 비극》는 2021년 8월 4일부터 2021년 9월 9일 방영된 tvN 수목 드라마이다.

## 제작진

### 제작
- 오환민

### 제작사
- 더그레이트쇼

### 연출
- 김노원

### 극본
- 윤희정

## 등장 인물

### 주요 인물
- 지진희 : 백수현 역
- 윤세아 : 서은수 역
- 김혜은 : 차서영 역
- 천호진 : 서기태 역
- 안내상 : 최남규 역
- 김성수 : 심석훈 역
- 강성민 : 오장호 역

### 로얄 더 힐 사람들
- 강경헌 : 배경숙 역
- 김뢰하 : 황태섭 역
- 하민 : 양성자 역
- 조성준 : 서정욱 역
- 이서 : 최세라 역
- 김민준 : 백연우 역

### 보도국 사람들
- 백지원 : 권여진 역
- 오용 : 강재열 역
- 주예은 : 박문화 (33세) 역

### 또 다른 사람들
- 이종혁 : 윤동환 역
- 조달환 : 박성환 역
- 손여은 : 이미도 역
- 현우성 : 조문도 역
- 한주완 : 김영신 역
- 미상 : 서기태의 사람들 역
- 미상 : 유괴범 역
- 미상 : 경찰 역
- 미상 : 경비대장 역
- 황선희 : 서은호 역
- 미상 : AI 역 (목소리)

## 시청률
아래의 파란색 숫자는 '최저 시청률'이고, 빨간색 숫자는 '최고 시청률'입니다. 시청률조사회사와 지역별로 시청률에 차이가 있을 수 있습니다.
| 2021년 | 2021년  | 2021년         | 2021년       |
| 회차   | 방송일  | AGB 시청률     | AGB 시청률   |
| 회차   | 방송일  | 대한민국(전국) | 서울(수도권) |
| ------ | ------- | -------------- | ------------ |
| 제1회  | 8월4일  | 3.365%         | 3.748%       |
| 제2회  | 8월5일  | 3.970%         | 4.839%       |
| 제3회  | 8월11일 | 2.735%         | 3.190%       |
| 제4회  | 8월12일 | 3.201%         | 3.586%       |
| 제5회  | 8월18일 | 1.900%         | 2.119%       |
| 제6회  | 8월19일 | 2.115%         | 2.306%       |
| 제7회  | 8월25일 | 1.845%         | 2.015%       |
| 제8회  | 8월26일 | 2.161%         | 2.243%       |
| 제9회  | 9월1일  | 1.733%         | 1.734%       |
| 제10회 | 9월2일  | 2.470%         | 2.256%       |
| 제11회 | 9월8일  | 1.957%         | 2.126%       |
| 제12회 | 9월9일  | 2.856%         | 3.099%       |